# Мегалострата

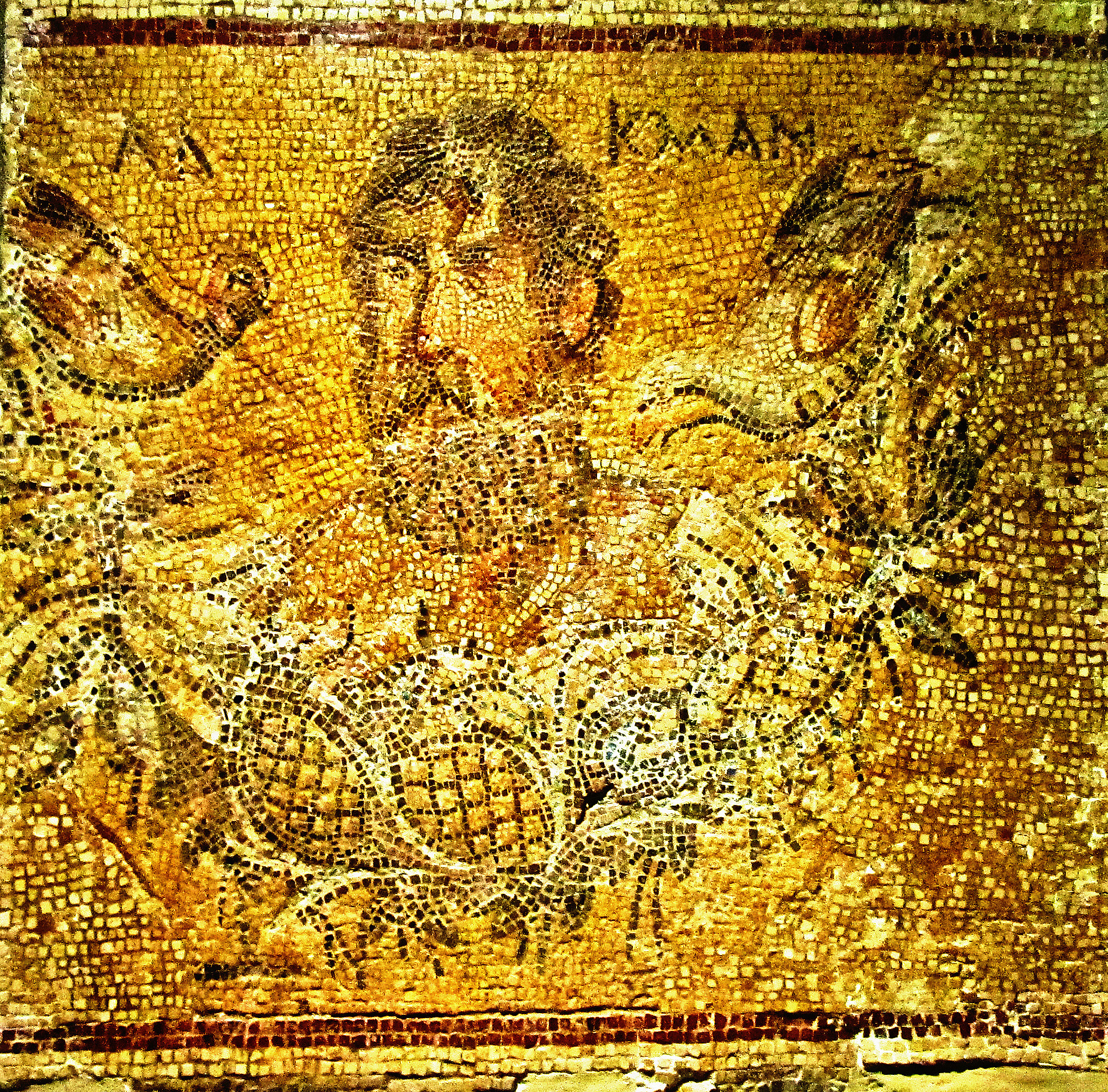
Поэт Алкман на античной мозаике

Мегалострата (др.-греч. Μεγαλοστράτα; VII век до н. э.) — спартанская поэтесса Архаической эпохи, ни одного её стихотворения не сохранилось. Известна лишь из фрагмента лирического поэта Алкмана, который цитируется у Афинея. Хотя в источнике говорится о любовных отношениях между Алкманом и Мегалостратой, современные авторы ставят это под сомнение.

## Биография
Мегалострата — единственная, кроме Сапфо, известная древнегреческая поэтесса Архаической эпохи. Не сохранилось ни одного стихотворения её авторства, а единственным свидетельством существования Мегалостраты является упоминание о ней ритора времён Поздней античности — Афинея в труде «Пирующие софисты». Автор ссылался на философа Хамелеонта, который в свою очередь ссылался на пифагорейца Архита. По свидетельствам последнего, спартанский поэт Алкман был безгранично влюблён в поэтессу Мегалострату, сам лишь разговор с ней зажигал в поэте любовь. Также Архит приводит стихотворение Алкмана о своей возлюбленной:

Этот дар сладкогласных Муз

Принесла нам в девах блаженная

Златокудрая Мегалострата.
Оригинальный текст (др.-греч.)τοῦθʼ ἁδειᾶν Μουσᾶν ἔδειξε δῶρον μάκαιρα παρθένων ἁ ξανθὰ Μεγαλοστράτα

Исследовательница Сара Померой скептически относится к истории о любви Алкмана к Мегалострате, отмечая, что о ней говорится в источниках, которые были написаны через несколько столетий после смерти поэтов. Она указывала на традицию приписывать эротические отношения между творческими женщиной и мужчиной, а не изображать их исключительно интеллектуальное общение или независимое существование. По мнению эллиниста Клода Калама, имеет место, типичная для античности, реконструкция жизни поэта по нескольким изолированным фрагментам. С большой вероятностью, Мегалострата не была любовницей Алкмана, а была членом девичьего хора — партенейона, возможно его хорегом. Историк Александр Николаев считает, что почти наверняка история о любви между Алкманом и Мегалостратой является выдумкой Архита или Хамелеонта, которые неправильно интерпретировали стихотворение Алкмана. Скорее всего, он изобразил коллегу-поэта, которая, подобно Сапфо, выступала вместе с хором. Этим объясняется и фраза о дарах Муз, подразумевается, что Мегалострата выполняла или создавала, как поэзию, так и музыку. В то же время Николаев приводит версию, что фраза о Музах указывает на её педагогическую функцию в хоре. Как хорег она не только возглавляла процессию, но и наставляла младших членов хора, «показывая» и «раскрывая» дар Муз.
По мнению исследовательницы Джейн Макинтош Снайдер, хотя Афиней и называет Мегалострату поэтессой (ποιητρίας), невозможно из его сведений точно сказать, что под «даром» Муз имеется в виду именно поэтический талант. Также она отмечала, что поэтесса упоминается только из-за отношений с более известным поэтом Алкманом, а её поэтические и интеллектуальные навыки являются лишь средством, которые предопределяют их взаимоотношения. Сара Померой считает, что в стихе упоминается несколько Муз из-за того, что в то время поэты сочиняли не только стихи, но и музыкальный аккомпанемент к ним и, в некоторых случаях, хереографию. По мнению Эдмонда Дюпюи, Мегалострата была гетерой, которая «восприняла эротическую философию Алкмана».
Мегалострата в источнике не называется спартанкой, а лишь девой. Её происхождение устанавливается из сведений, что Алкман много времени провёл в Спарте, слагая стихи для незамужних девушек. Мегалострата описывается с традиционными для спартанок белокурыми волосами, подобно мифологической царице Елене Прекрасной. Также её имя крайне подходит для спартанки, так как означает «великая армия».
Художница Джуди Чикаго включила Мегалострату в свою художественную композицию Этаж наследия.